# Michał Rosiak (piłkarz)
Michał Rosiak (ur. 8 listopada 1979 w Kutnie) – polski piłkarz, piłkarz plażowy, futsalista, wielokrotny medalista w Mistrzostwach Polski w piłce nożnej plażowej, zdobywca Pucharu Polski. W beach soccerze jest obecnie zawodnikiem gra w I-ligowej Zgody Chodecz. W piłce trawiastej jest grającym trenerem Zgody Chodecz oraz trenerem Power Chodecz.

## Osiągnięcia

### Mistrzostwa Polski
- I miejsce – 2007
- II miejsce – 2008, 2012
- III miejsce – 2006

### Puchar Polski
- zwycięzca – 2006
- finalista – 2007

### Turnieje międzynarodowe
- III miejsce w Międzynarodowym Turnieju Beach Soccera w Lenk – 2006[1]